# Montipora bernardi
Espèce
Montipora bernardi est une espèce de coraux appartenant à la famille des Acroporidae.